# Pochod na Drinu

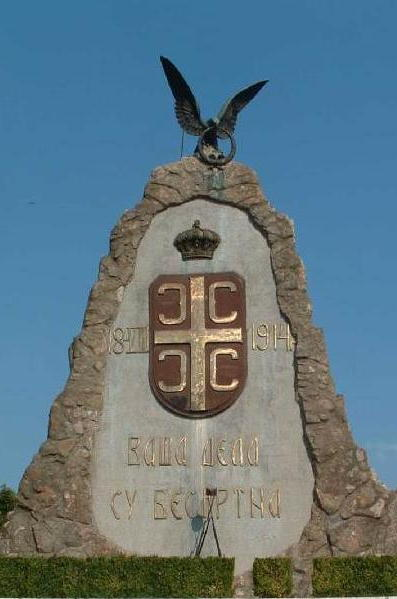
Píseň připomíná Bitvu u Ceru, která se odehrála během první světové války.

Pochod na Drinu (srbsky v cyrilici Марш на Дрину, v latince Marš na Drinu) je tradiční srbská vojenská píseň. Je považována za neoficiální hymnu srbské armády.
Píseň složil srbský skladatel Stanislav Vinički během svého pobytu ve Valjevu na začátku První světové války. Srbsko samo bylo po Balkánských válkách oslabeno a střetu s početně silnějším Rakousko-Uherskem se značně obávalo. Nicméně, jakmile započala srbská kampaň, slavila vojska tohoto jihoslovanského státu velmi rychle řadu vítězství. Na počest úspěšné Bitvy u Ceru byla složena právě píseň Pochod na Drinu.
Píseň se stala po zakončení první světové války symbolem srbských vojsk, které osvobodily zemi v okamžiku prolomení Soluňské fronty.
Píseň byla populární i během existence partyzánského hnutí[zdroj?], stejně jako po skončení druhé světové války. Její coververze se objevily jak ve Velké Británii (The Shadows, The Spotnicks, James Last), tak i ve Švédsku.[zdroj?] Podle písně byl o událostech první světové války také natočen v roce 1964 v tehdejší Jugoslávii i film. Pochod na Drinu tehdy získal oficiální text.
zpět se nicméně Pochod na Drinu vrátil do popředí dění v závěru 80. let, kdy se objevily v Srbsku samotném diskuze o nové státní hymně. Pochod na Drinu byl jedním z kandidátů.
V současné době je píseň v Bosně a Hercegovině vnímána jako symbol srbského nacionalismu, bez ohledu na historický význam i historický kontext. Byla často zpívána i paravojenskými jednotkami v Bosně a Hercegovině, které obsazovaly části země a činily zločiny proti obyvatelstvu jiné národnosti či víry. Tematicky byla píseň více než vhodná. Řeka Drina, která představuje tradiční historickou hranici mezi Srbskem a Bosnou a Hercegovinou, je často považována za linii, kterou je nezbytné z důvodu šíření ať už jednoho nebo druhého balkánského státu překročit (obdobně např. i v písni Evo zore, evo dana) a v době od konce 80. let 20. století bývá proto interpretována jako výzva Srbům pro obsazení Bosny a Hercegoviny. V lednu 2013 byla píseň hrána na plenárním zasedání Organizace spojených národů, což vyvolalo ostrou diplomatickou reakci bosenských politických představitelů.

## Text
Píseň je rozšířená s texty v řadě jazyků i řadě podob. Ve své nejrozšířenější verzi má tuto podobu.
U boj krenite junaci svi
Kren'te i ne žal'te život svoj
Cer da čuje tvoj, Cer da vidi boj
A reka Drina, slavu, hrabrost
I junačku ruku srpskog sina.
Poj, poj, Drino vodo hladna ti
Pamti, pričaj kad su padali
Pamti hrabri stroj koji je
Pun ognja, sile, snage, proterao
Tuđina sa reke naše drage.
Poj, poj, Drino, pričaj rodu mi
Kako smo se hrabro borili
Pevao je stroj, vojev'o se boj
Kraj hladne vode
Krv je tekla
Krv se lila
Drinom zbog slobode.